# Пухана, Хуан Хосе
Хуан Хосе Пухана Арца (баск. Juan Jose Pujana Artza; 13 января 1943, Бильбао — 1 февраля 2022, Элоррио) — баскский политик, первый глава парламента Страны Басков в 1980-1986 годах.

## Биография
Родился 13 января 1943 года в городе Бильбао. Он получил степень в области экономического права в Университете Деусто Занимаясь политикой с юных лет, он был тайным членом Эуско Альдерди Джельцаль во время диктатуры Франко.
С 1978 по 1980 год он был министром территориального планирования, городского планирования и окружающей среды в Главном совете Страны Басков, сменив Хуана Аджуриагерру . Когда Баскское автономное сообщество только было создано, он был избран на должность члена парламента от Бискайи и был первым председателем баскского парламента. Он занимал эту должность в течение первых двух сессий Законодательного собрания в период с 1980 по 1986 год.
После ухода из политики в 2005 году он был главным координатором Высшей музыкальной школы Мусикене-Басков до 2009 года. Умер 1 февраля 2022 года на 80-м году жизни.